# Amblycorypha insolita
Amblycorypha insolita är en insektsart som beskrevs av Rehn, J.A.G. och Morgan Hebard 1914. Amblycorypha insolita ingår i släktet Amblycorypha och familjen vårtbitare. Inga underarter finns listade i Catalogue of Life.